# 수리아 나파로아코 왕녀 (1331년)

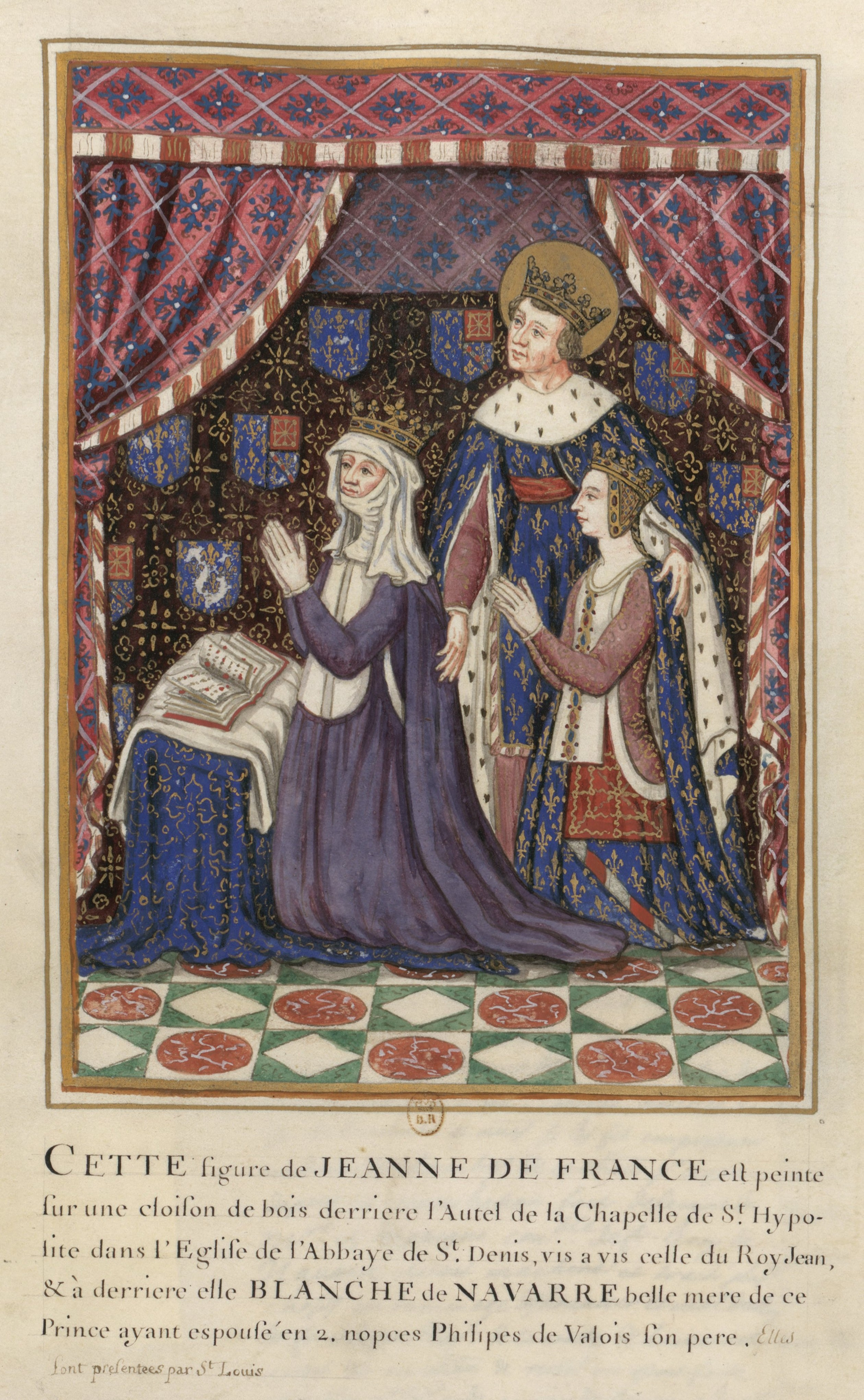
수리아 에브뢱스코아

수리아 에브뢱스코아(바스크어: Zuria Évreuxkoa, 1331년 ~ 1398년 10월 5일)는 프랑스 군주 필리프 6세의 두 번째 왕비이다. 나바라 왕국의 여왕 호아나 2세와 필리페 3세 사이에서 태어난 둘째딸로 블랑슈 데브뢰(프랑스어: Blanche d'Évreux) 혹은 나바르의 블랑슈(프랑스어: Blanche de Navarre)라고도 불린다.
1350년 1월 11일 필리프 6세가 왕비 잔 드 부르고뉴 공녀를 페스트로 잃자, 그의 계비가 되었는데 필리프 6세는 아버지 필리페 3세의 사촌형이자 외할아버지의 사촌동생이기도 했다. 같은 해 8월 22일 필리프 6세가 죽었을 때 그녀는 임신 중이었는데, 이듬해 태어난 딸 잔은 1371년 아라곤 왕 추안 1세과 결혼하기 위해 아라곤으로 향하던 중 죽었다. 1398년 그녀도 세상을 떠나 생드니 대성당에 묻혔다.

## 가계
- 필리페 3세 : 아버지
- 루이 데브뢰 : 할아버지
- 호아나 2세 : 어머니
- 루이 10세 : 외할아버지
- 발루아의 샤를 : 시아버지
- 잔 데브뢰(샤를 4세의 왕비) : 고모